# Jérusalem (album)
Pour les articles homonymes, voir Jérusalem (homonymie).
Albums de Alpha Blondy
Apartheid Is Nazism Revolution
Jérusalem est le quatrième album de Alpha Blondy, enregistré avec The Wailers et sorti en 1986. La pochette de l'album a été dessinée par un fan de l'artiste. Alpha Blondy a écrit la chanson Jérusalem après la visite des lieux saints dans la vieille ville.
L'album est réédité en CD en 2010 avec un titre bonus : Jérusalem (dub), qui est en réalité une démo.

## Liste des titres
1. Jerusalem
2. Politiqui
3. Bloodshed in Africa
4. I Love Paris
5. Kalachnikov Love
6. Travailler, C'Est Trop Dur
7. Miwa
8. Boulevard de la Mort
9. Dji